# Cunipert
Cet article concerne le roi des Lombards. Pour l'évêque de Cologne, voir Cunibert.
Cunipert, dit le Pieux, est un roi lombard d'Italie qui règne de 688 à 700. 

## Biographie

### Origine
Cunipert est le fils  et successeur du roi catholique Perthari. Pendant l'exil de son père il a été captif à Bénévent avec sa mère Rosalinde. Cunipert est associé au trône de son père à partir de 678 et les Actes d'un concile régional de Milan se réfèrent à « deux souverains régnant ensemble ». Il devient seul roi en 688 à la mort de son père.

### Usurpation d'Alahis
Le duc  Alagis de Trente et de Brescia qui s'était déjà révolté contre son père met à profit une absence de Cunipert pour s'emparer de Pavie et du palais royal et se fait reconnaître roi par un parti de nobles pro-ariens. Cunipert se met en sûreté sur l'Île Comacina sur le Lac de Côme. Damien, évêque de Pavie (680-710), tente de nouer des rapports avec Alahis mais son initiative est rejetée par le nouveau roi. L'évêque se met alors à la tête  d'un mouvement de protestation catholique qui réclame le retour de Cunipert. En 689 alors qu'Alahis est sorti de Pavie pour inspecter ses troupes, Cunipert occupe la ville. Alahis refuse de renoncer au trône et il est vaincu avec ses alliés du Frioul et tué au nord de Milan lors de la bataille de Coronate  (Corne d'Adda) en 689.

### Fin du schisme
Cunipert prend alors l'initiative de réunir à Pavie les représentants des catholiques et les adhérents des Trois Chapitres. Un rhytmus composé à Pavie célèbre l'évènement soulignant l'importance de n'avoir qu'un seul baptême et une religion unique il met ainsi fin en 698 au schisme qui divisait l'Église en Italie.

### Dernières années
En 689 Cunipert avait reçu à sa cour l'ancien roi de Wessex Cædwalla en route pour Rome. Il doit encore vaincre en 695 Ansfrid, usurpateur du duché de Frioul, et règne en paix jusqu'à sa mort, à Pavie en 700. Son fils Liutpert encore enfant lui succède sous la régence d'Ansprand. Il est le premier roi lombard à frapper monnaie à son effigie.
Selon Paul Diacre, Cunipert avait pour femme une Anglo-Saxonne nommée Hermelinda, et qui pourrait être liée à la famille royale du Kent ou du Wessex avec qui le roi Perthari avait entretenu des relations.

### Source primaire
- Paul Diacre, Histoire des Lombards, L. V-VI.

### Sources secondaires
- Marie-Nicolas Bouillet  et Alexis Chassang (dir.), « Cunipert » dans Dictionnaire universel d’histoire et de géographie, 1878 (lire sur Wikisource).
- Gianluigi Barni, La conquête de l'Italie par les Lombards VIe siècle les événements, Paris, Éditions Albin Michel, coll. « Le Mémorial des Siècles », 1975 (ISBN 2226000712).
- Venance Grumel, Traité d'études byzantines, vol. I : La chronologie, Paris, Presses universitaires de France, 1958, 587 p. (lire en ligne).